# Corynoptera dumosa
Corynoptera dumosa är en tvåvingeart som beskrevs av Mitsuhiro Sasakawa 1994. Corynoptera dumosa ingår i släktet Corynoptera och familjen sorgmyggor. Inga underarter finns listade i Catalogue of Life.